# Фрукт

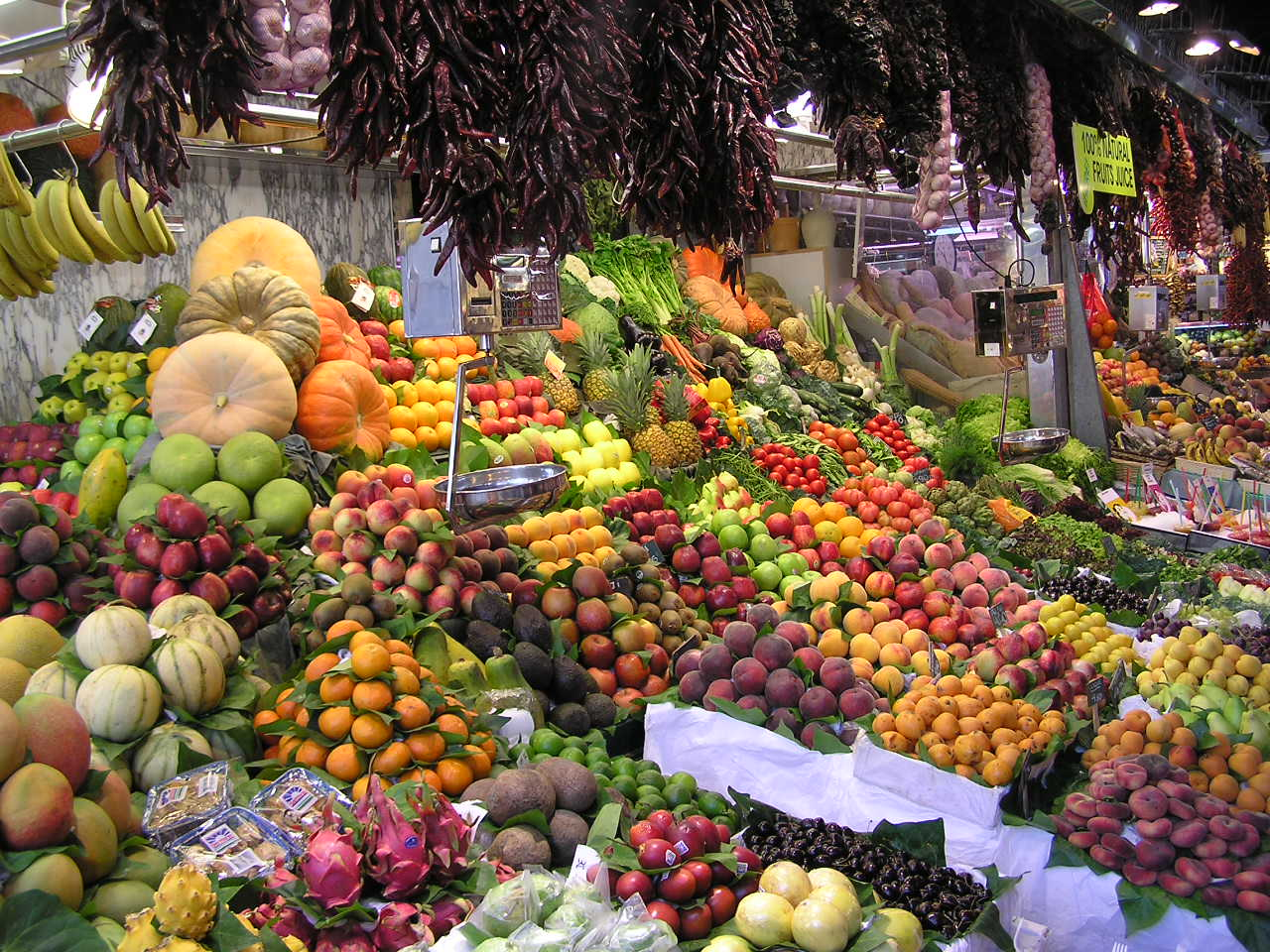
Фрукты на рынке Бокерия в Барселоне

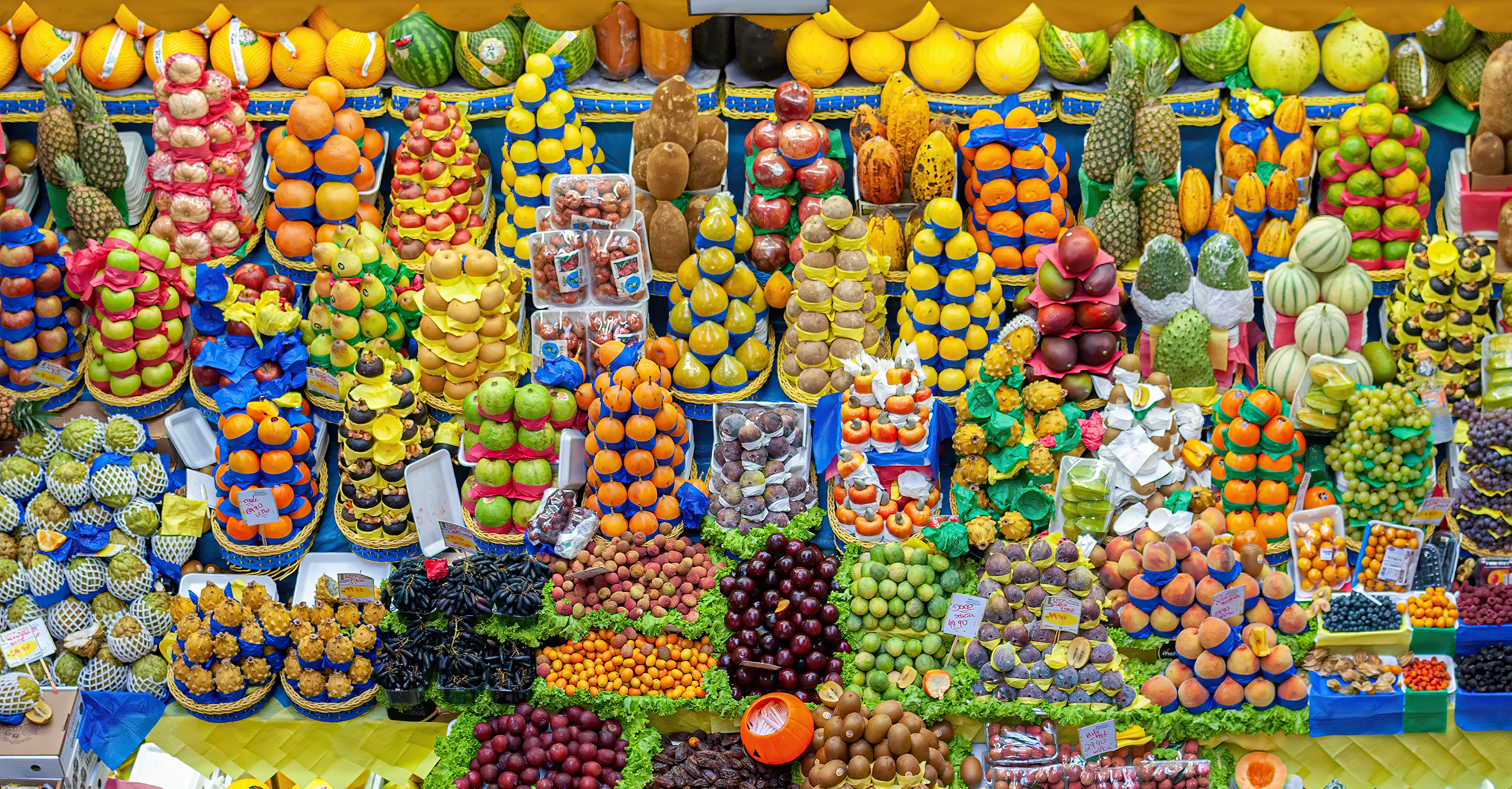
Фрукты на рынке в Сан-Паулу, Бразилия

Фру́кт (лат. fructus — плод) — сочный съедобный плод растения. Фрукты являются важной составляющей пищи человека и многих животных.
В древнерусском языке слова «фрукт» не существовало, оно появилось лишь в 1705 году, это заимствование через пол. fruct из лат. fructus; любые плоды назывались овощами или овоштами.
«Фрукт» — не ботанический, а бытовой и хозяйственный термин. В хозяйстве съедобные растения и съедобные части растений делят на фрукты, овощи, ягоды, орехи, зерновые культуры и т. д. В бытовом понимании ягода — тоже сочный плод; ягоды могут считаться как отдельной от фруктов категорией, так и подвидом фруктов, наряду с семечковыми фруктами (айва, яблоко и др.), косточковыми фруктами (слива, вишня, и др.), цитрусовыми (апельсин, лимон и др.), а также субтропическими и тропическими фруктами (ананас , банан и др.).
Различие между ягодой и фруктом может проводится по размерам, так, ягоды в процессе еды берут двумя пальцами и кладут в рот целиком.
В некоторых языках понятие «фрукт» не выделяется из понятия «плод», обозначающее орган покрытосеменных растений, содержащий семена, образовавшийся из завязи цветка, независимо от съедобности и сочности.
Отрасль сельского хозяйства, занимающаяся возделыванием многолетних плодовых культур для получения фруктов (а также орехов и ягод) — плодоводство.